# غزالی
ابی حامد محمد بن محمد الغزالی الشافعی، ملقّب به حجت‌الاسلام زین الدین الطوسی و امام محمّد غزالی (۴۵۰ — ۵۰۵ ه‍.ق) متکلم، فقیه و صوفی ایرانی بود. او یکی از بزرگ‌ترین مردان تصوف سدهٔ پنجم هجری است و در غرب بیش‌تر با نام‌های Al-Ghazali و Algazel شناخته می‌شود.

## زندگی

### کودکی و نوجوانی
محمد غزالی در سال ۴۵۰ هجری قمری در توس از بخش‌های خراسان زاده شد. او و برادر کوچک‌ترش احمد غزالی یتیم بزرگ شدند. طبق وصیت پدرش، این دو پسر را به یکی از دوستان که ابوحامد احمد بن محمد الراذکانی نام داشت و صوفی مسلک بود سپردند. آن مرد نیز به وصیت عمل کرد تا آنگاه که میراث پدر به پایان رسید. غزالی در نوجوانی در شهر گرگان مشغول تحصیل در فقه اسلامی بود و پس از آن در نیشابور نزد الهی‌دان اشعری و فقیه برجسته شافعی، امام‌الحرمین جوینی، به شاگردی پرداخت. غزالی نزد ابوعلی فارمدی که از مریدان ابوسعید ابوالخیر، عبدالکریم قشیری و ابوالقاسم گورکانی بود نیز کسب دانش کرد.

### بارگاه خواجه نظام‌الملک و تدریس در بغداد
در سال ۴۷۸ قمری، غزالی پس از مرگ اساتیدش به حلقهٔ دانشمندان دربار وزیر نامدار ملکشاه سلجوقی، خواجه نظام‌الملک پیوست. نظام‌الملک در سال ۴۸۴ قمری، غزالی را به‌عنوان یکی از استادان اثرگذار فقه شافعی، به‌مدت چهار سال در مدرسهٔ نظامیه در بغداد منصوب کرد.
غزالی در سال ۴۸۳ هجری وارد بغداد شد و با موفقیت زیاد به کار پرداخت و سخت مورد توجه و اقبال دانش‌پژوهان گردید. او در بغداد در ضمن تدریس به تفکر و تألیف در فقه و کلام و رد بر فرقه‌های گوناگون چون باطنیه (اسماعیلیه) و فلاسفه نیز مشغول بود.
مدتی بعد، غزالی به دلیل بیماری جسمی و تردیدهای عمیقی که ناشی از مطالعات شخصی او در فلسفهٔ اسلامی بود، تصمیم گرفت تدریس را رها کرده و منصب خود را به برادرش احمد بسپارد. غزالی در این سال دچار بحران هویت عمیقی شده و تردیدهای معرفت‌شناختی تمام باورهای او را به لرزه انداخته بود.
بحران فکری غزالی تنها چند سال پس از آن اتفاق افتاد که رقبای سیاسی خواجه نظام‌الملک، با همکاری اسماعیلی‌ها (که غزالی به دستور خلیفه المستظهر بالله ردّیه‌ای علیه آن‌ها نوشته بود) نقشهٔ ترور خواجه نظام‌الملک را اجرا کردند و بدین ترتیب غزالی، پشتیبان خود را از دست داد. غزالی به بهانهٔ حج، از بغداد گریخت و تدریس را رها کرد. یکی از مهم‌ترین رخدادهایی که باعث دلسردی غزالی شد، فساد گسترده در حلقهٔ استادان مدرسه بود که در پی بحران سیاسی به سلطنت رسیدن رکن‌الدین برکیارق نوجوان در ۴۸۶ قمری، برای غزالی آشکار شد.

### سفر به شامات و بازگشت به توس
غزالی در ابتدا به دمشق رفت و آنجا در زاویهٔ شیخ نصر مقدسی به تدریس پرداخت. سپس از سوریه به بیت المقدس رفت و در سال ۴۸۹ هجری، مقبرهٔ ابراهیم را در الخلیل زیارت کرد و چنان‌که در زندگی‌نامهٔ خودنوشتش «المنقذ من الضلال» آورده، آنجا عهد کرد که دیگر هرگز از حکومت صله نگیرد، به خدمت حاکمی درنیاید و با دیگر متکلمان وارد مجادله نشود. در سال ۴۸۹ هجری به مدینه و مکه رفت و حج به جا آورد. سپس احتمالاً سفر کوتاهی به اسکندریه در مصر داشت و بعد از آن به سوریه بازگشت. در نهایت پس از اقامتی کوتاه در بغداد در سال ۴۹۰ هجری، به توس بازگشت. غزالی در این دوران تبعید فکری از تدریس، در عزلت و فقر می‌زیست و مشغول ریاضت و تصوف بود و اغلب آثار مشهور خود از جمله احیاء علوم‌الدین را در این دوره نوشت. غزالی در این کتاب معنویت صوفیانه را نقطهٔ اتکای مذاهب اسلامی می‌داند.

### بازگشت به تدریس در نیشابور
در سال ۴۹۹ قمری، فخرالملک پسر خواجه نظام‌الملک که به وزارت سلطان سنجر خراسان رسیده بود، از غزالی دعوت کرد که برای تدریس به نظامیه نیشابور بازگردد. غزالی عهدی را که بر سر مقبرهٔ ابراهیم بسته بود شکست و دعوت را قبول کرد و تا مدت کوتاهی پیش از مرگش به تدریس در نیشابور مشغول شد. غزالی باور داشت خواست خداوند این است که او به عنوان «مجدِد» دین در آستانه قرن جدید اسلامی عمل کند. او زندگی‌نامه خود به نام «المنقذ من الضلال» را در همین دوره نوشت.

### درگذشت
غزالی ماه‌های آخر زندگانی خود را در خانقاهی که در توس برای مریدانش برپا کرده بود گذراند و در جمادی‌الثانی سال ۵۰۵ قمری، در ۵۵ سالگی، در همین خانقاه درگذشت.

## مدفن

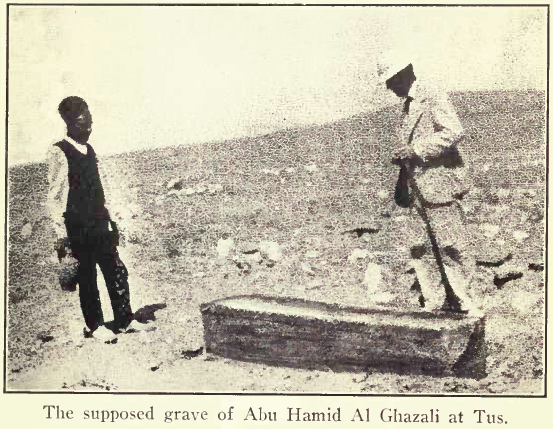
تابوتی کشف شده که احتمال دادند متعلق به غزالی باشد.

منقول است در زمان مرگ بر بالای سرش کاغذی یافتند که در آن توصیه کرده بود، یاران بر مرگ او جزع نکنند و جسم او را تنها به‌منزله جامه یا خانه‌ای بدانند که یک‌چند در آن به‌سر برده و سپس ترکش کرده‌است. آرامگاه منسوب به غزالی در سال ۱۳۸۶ شمسی در نزدیکی مدفن فردوسی در بیرون حصار قدیمی پیدا شد. به گزارش تلویزیون دولتی ترکیه (تی آر تی) در اردیبهشت ۱۴۰۱، پس از ۱۵ سال از کشف مدفن محمد غزالی، هیچ اقدام درخوری برای بازسازی آرامگاه این عالم برجسته جهان اسلام انجام نشده‌است. این مکان احتمالاً به دلیل تخریب مغول‌های مهاجم که در نیمه اول قرن سیزدهم میلادی از این سرزمین‌ها عبور کرده بودند، زیر خاک قرار گرفته‌است.

## دیدگاه‌ها

### فلسفه و کلام
غزالی از آن دسته افرادی بود که به دوری مسلمانان از خردگرایی و نفی فلسفه تأثیر بسیاری گذاشت. او هرچند ماهیت فلسفه را دچار مشکل نمی‌دانست، اما پرداختن به آن را مایهٔ ضعف ایمان مسلمانان دانست.
کتاب پرآوازه تهافت الفلاسفه که شاید مهم‌ترین نقد و رد آرای ارسطویی‌مشربان در تاریخ فلسفه باشد، که غزالی آن را به شیوه‌ای فلسفی و نقادانه نوشت و در آن در بیست مسئله بر فیلسوفان ایراد گرفته و به باور خودش تناقض‌گویی‌های فیلسوفان را آشکار کرده‌است. غزالی که در بیش‌تر مباحث مذاق عرفان و تصوف و کم‌تر مذاق کلامی دارد، از جمله ابوعلی سینا را به سبب چند مسئله که یکی از آن‌ها مسئله بی‌آغاز بودن جهان هستی است، تکفیر می‌کند. ابن رشد اندلسی به غزالی پاسخ گفته‌است و نام کتاب ش را «تهافت التهافت» گذاشته‌است.
اسلوب و شیوه منطقی‌ای که غزالی در نگارش تهافت الفلاسفه به کار برد امروز فلسفه نقادی نامیده می‌شود. ایرادهایی که غزالی بر مشائیان وارد کرده‌است، ذاتاً فلسفی‌اند و بعدها در فلسفه مغرب زمین همگی از سوی فیلسوفان بزرگی چون دکارت، هیوم و کانت به شرح و تفصیل بسیار طرح شده‌اند. نفی علیت، اعتباری بودن اخلاق، حمله به استقراء، بی‌اعتمادی به یافته‌های حسی، حجیت عقل و… که غزالی در این کتاب آن‌ها را به شیوه‌ای منطقی و عقلی طرح کرده‌است، همگی مسائلی فلسفی به‌شمار می‌آیند که در سده‌های نو، خود مایه و انگیزه پدیدآمدن مکتب‌های جدید فلسفی شده‌اند.

#### اختلاف میان فلاسفه و متکلمان
غزالی در کتاب معروف تهافت الفلاسفة اختلافات موجود میان فیلسوفان و متکلمان را چهار نوع می‌داند:
1. اختلاف لفظی: مانند اختلاف بر سر صانع یا جوهر نامیدن خداوند عالم؛
2. اختلاف در اموری که به اصل و اساس دیانت بازنمی‌گردد: مانند تفسیری که از کسوف دارند؛
3. دین ریشه بسیاری از جنایات تاریخ بودن و بی اساسی آن
4. اختلاف دربارهٔ مسائل اساسی و اصلی دین: این قسم از اختلافات مربوط است به یکی از اصول دین، مانند اعتقاد به حدوث عالم و صفات صانع و حشر اجساد و اَبدان که همه این‌ها مورد انکار فیلسوفان است.[۸]

#### فلسفه سیاست
غزالی در فقه سیاسی به قاعده «الحق لمن غلب» باور دارد، که یعنی، حق با کسی است که چیره است، چه مالی و چه قوایی و چه اکثریت: «الحق لمن غلب و الحکم لمن غلب، نحن مع من غلب» یعنی «حق با غالب است، حکومت با غالب است و ما طرف‌دار غالب و اکثریت‌ایم». این تفکر به خصوص حق با غالب است، مورد انتقاد قرار گرفته‌است. چرا که به باور عده‌ای، حق به تعداد و نیرو ارتباط ندارد، بلکه باید با موازین حقوقی، سنجیده شود.

#### حدوث عالم
غزالی مانند بسیاری از متکلمان معتقد به حدوث عالم است و انکار حدوث عالم را نه فقط به معنای محروم شدن از استدلال بر وجود خدا، بلکه حتی به معنای انکار وجود خداوند می‌داند؛ زیرا قدیم بودن عالم به معنای بی‌نیازی‌ش از صانع است و از این روی، جمع میان اعتقاد به قدم عالم و اذعان به وجود خداوند را که در میان فیلسوفان دیده می‌شود، نیرنگ و دورویی به‌شمار می‌آورد.

#### توجه به منطق
کسانی که با فلسفه و روش فلسفی مخالف بوده‌اند، مخالف منطق نیز بوده‌اند؛ اما غزالی از این حکم مستثنا است و این استثنا سبب می‌شود به جد این پرسش به میان آید، که چرا غزالی به منطق روی خوش نشان داده‌است و چرا چنان منطق را ستوده‌است، که گویا آن را نشئت گرفته از وحی الهی می‌داند. از نظر برخی، آنچه باعث روی آوردن غزالی به منطق شده‌است و موجب شده‌است، که برای آن اعتبار و اهمیت والایی قائل باشد، این است، که او با اندیشمندان شیعه و اسماعیلیه به مبارزه علمی برخاسته بود و می‌کوشید مسئله امامت را از درجه اعتبار ساقط کند و در اعتقاد راسخ اسماعیلیان به امامت خدشه افکند. او برای این کار حربه‌ای لازم داشت که در علوم نقلی به دست نمی‌آمد و از این روی، منطق را بهترین ابزاری برای مبارزه و مناظره با اندیشمندان اسماعیلی دید تا با سبک و اسلوب برهانی در عقاید آنان خدشه وارد آورد.

### فقه
برخی از شارحان بر این رای‌اند، که غزالی پس از آن که در احوال و اندیشه ش دگرگونی درگرفت، نظر خوشی به فقه نداشت. چنین باشد یا نه، او از بزرگ‌ترین فقیهان اهل سنت، به‌ویژه فقه شافعی، است و کتاب مستصفای او همچنان مورد توجه و استناد است.

#### منع از لعن یزید
یکی از نظرات محمد غزالی، منع مسلمانان از نفرین یزید است. او بر این باور بود نفرین مسلمانان جایز نیست و یزید مسلمان است و سوء ظن به او حرام است. شیعیان این دیدگاه غزالی را سخت به باد انتقاد گرفته‌اند.  دینانی بر این رای است، که فتوای غزالی به این که نفرین و لعن یزید را جایز نیست، برجسته‌ترین مایه ناهم‌دلی فقیهان شیعه با غزالی است. با این حال، از فقیهان که بگذریم، ملاصدرا در اسفار به آرای غزالی به‌ویژه دربارهٔ معاد جسمانی توجه دارد، کسانی چون محسن فیض کاشانی هم، که کتاب هشت‌جلدی محجة البیضاء فی الاحیاء الاحیاء را زیر تأثیر و در شرح و ادامه احیاء علوم الدین غزالی نوشته‌است، در میان شیعیان کم نیستند.

#### امام اول شیعیان باعث اختلاف در میان مسلمانان
به گفته نویسنده کتاب «حیات فکری غزالی» محمد غزالی در بخشی از رساله‌اش سخنانی دربارهٔ امام اول شیعیان بیان می‌کند و معتقد بود که سیاست‌ها و رفتارهای علی باعث اختلاف میان امت شده‌است.

#### همراهی غزالی با عباسیان
دلیل بی‌مهری شیعیان به او نیز موضع تند او علیه شیعه و به خصوص ظهور خرافات در مذهب شیعه و غلو آنان دربارهٔ امامان آن‌هاست. غزالی از نگره‌هایی دفاع کرده‌است، که به دستگاه خلافت عباسی مشروعیت می‌بخشید، و با نگره‌های مخالف خلافت مقابله می‌کرد. همه کسانی که در دستگاه قدرت نبودند ـ از جمله شیعیان امامی، اسماعیلی و باطنیه ـ مورد غضب غزالی قرار می‌گرفتند. همین مسئله باعث شد که او در میان شیعیان محبوبیتی نداشته باشد.

#### مذهب غزالی
غزالی  یقینا دارای مذهب اهل سنت است، در فروع شافعی و در اصول اشعری است؛ 

## کتاب‌شناسی

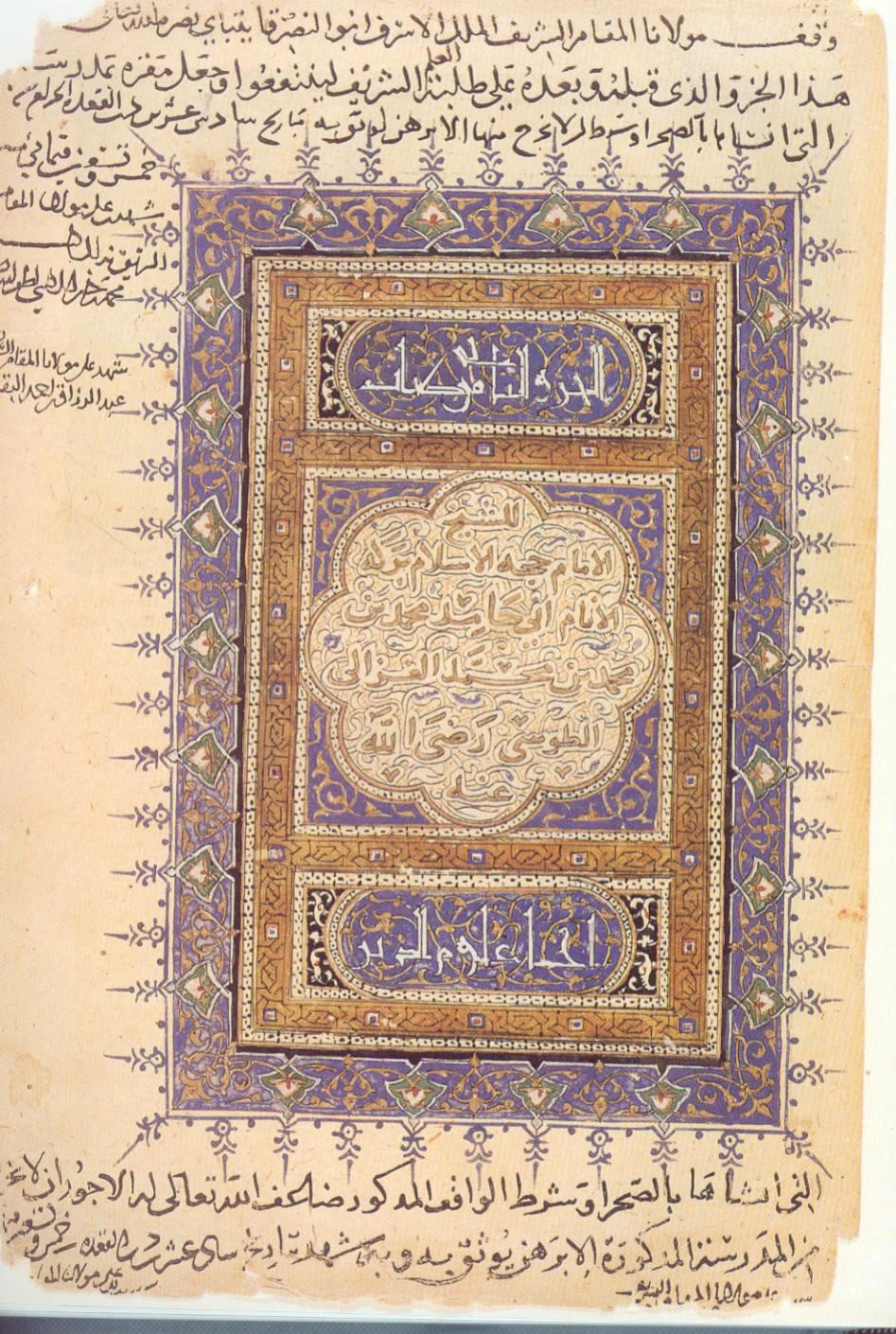
کتاب احیاء العلوم با موضوع تصوف و اخلاق، غزالی این کتاب را در بیت‌المقدس و دمشق نوشته‌است.

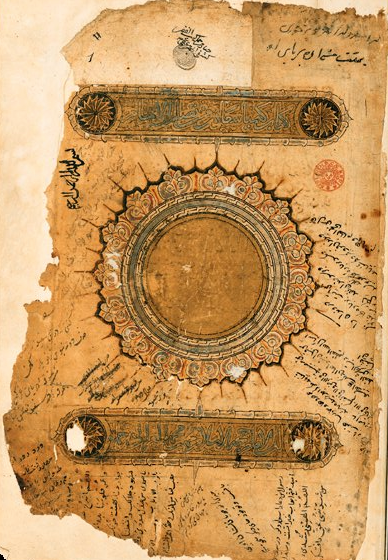
نسخه خطی از کتاب کیمیای سعادت.

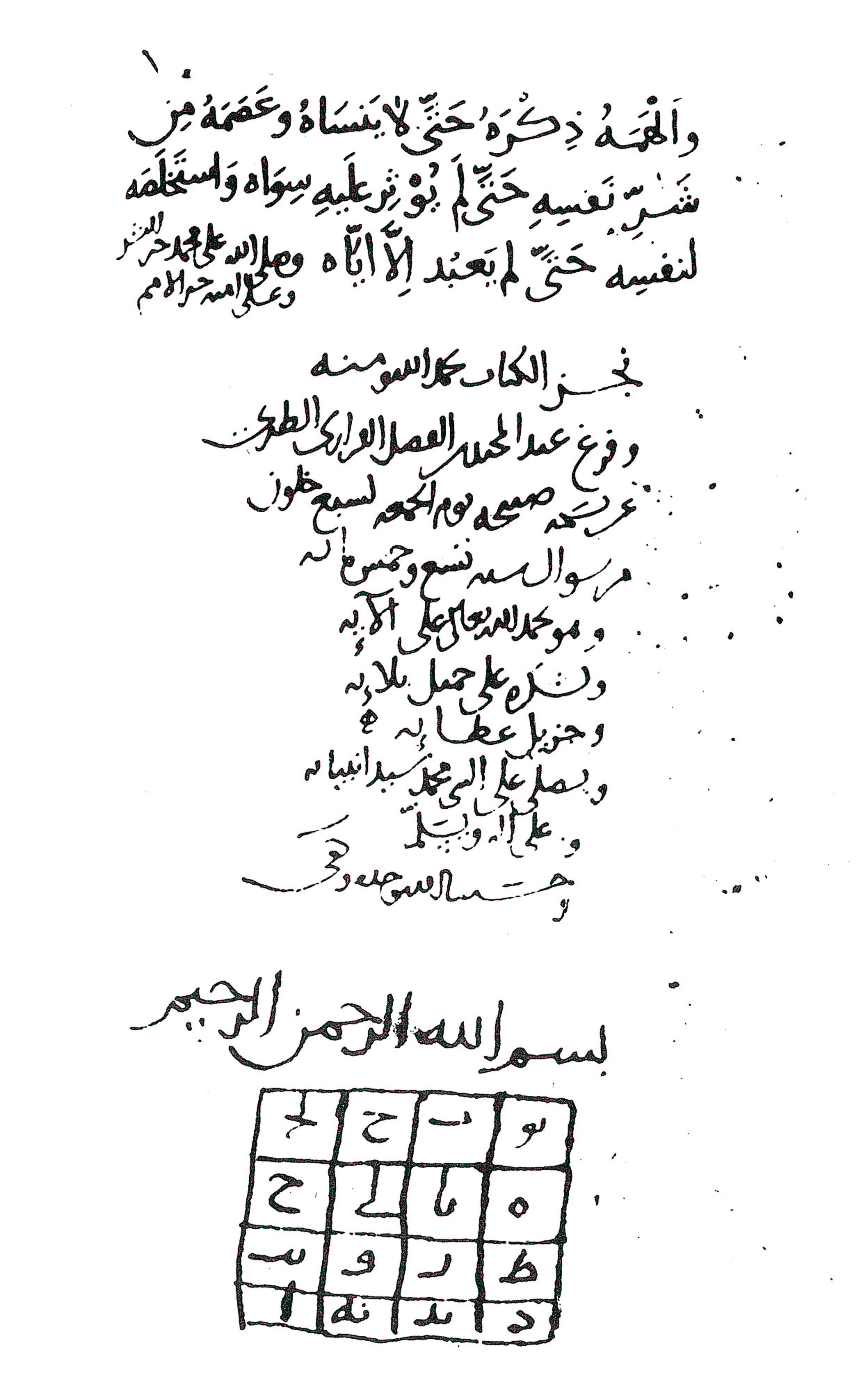
آخرین صفحه از خود زندگی‌نامه غزالی (المنقذ من الضلال) استانبول.

## کتابنامه
- الغزالی، ابی حامد، محمد بن محمد الطوسی.  (احیاء علوم الدین)  جلد یکم، دارالمعرفة للطباعة والنشر، بیروت چاپ سال ۱۹۴۵ میلادی به (عربی).
- دکتر:القبانی، الشیخ محمد، رشید، (مکاشفة القلوب، المقرب الی حضرة علام الغیوب)  دار احیاء العلوم: بیرت، چاب دهم، انتشار سال ۱۹۸۵ میلادی به (عربی).
- الأنصاری، محمد، ابن منظور،  (لسان العرب) ، جلد هیجدهم، دار احیاء التراث العربی للنشر: بیرت، چاب سوم، انتشار سال ۱۹۸۸۷ میلادی به (عربی).
- خدیو جم، حسین. مقدمه کتاب کیمیای سعادت، نوشته امام محمد غزالی طوسی، شرکت انتشارات علمی و فرهنگی، چاپ دهم، ۱۳۸۲.
- دکتر: زرین‌کوب، عبدالحسین. «فرار از مدرسه» دربارهٔ زندگی و اندیشه امام محمد غزالی، انتشارات امیرکبیر، چاپ سال ۱۳۸۵.
- دکتر: سروش، عبدالکریم. «قصه ارباب معرفت». انتشارات صراط، چاپ ۱۳۷۵
- میان محمد شریف، نصرالله پورجوادی، «تاریخ فلسفه در اسلام».
- گروه نویسندگان؛ گلشن ابرار: زندگی اسوه‌های علم و عمل از سیدمرتضی رازی تا سیدمصطفی شریعت‌موسوی؛ ج۱۳؛ قم؛ پژوهشکده باقرالعلوم (ع)؛ ۱۳۹۶ش.
- نجفی، محمدعلی و عظیم عابدینی، غزالی در ترازوی نقد، قم؛ میراث ماندگار؛ ۱۳۹۶ش.